# Imant Raminsh
Imant Karlis Raminsh (Imants Kārlis Ramiņš; * 18. September 1943 in Ventspils) ist ein kanadischer Komponist, Dirigent und Chorleiter lettischer Herkunft.

## Leben
Raminsh kam im Alter von fünf Jahren mit seiner Familie nach Kanada, die kanadische Staatsbürgerschaft erhielt er 1954. Er studierte am Royal Conservatory of Music in Toronto Violine bei Albert Pratz. An der University of Toronto erwarb er den Grad eines Bachelor of Music und studierte dann zwei Jahre lang Komposition, Violine und Dirigieren am Mozarteum in Salzburg, wo er auch Mitglied der Camerata Academica war. Er ist Gründer und Dirigent der Prince George Symphony, der Youth Symphony of the Okanagan, des NOVA Children’s Choir und des AURA Chamber Choir.
Neben zahlreichen Chorwerken komponierte Raminsh Lieder, Kammermusik, Orchesterwerke sowie die Kinderoper The Nightingale (Libretto von James Tucker nach Hans Christian Andersen). In den Sommermonaten arbeitet Raminsh, der auch Biologie und Geologie studiert hat, häufig als Führer in den Naturparks von British Columbia. Er ist verheiratet mit der Lyrikerin Becky Strube.